# Dandisme
El dandisme és el corrent que s'associa a la figura del dandi, terme emprat per a definir aquella persona refinada en el vestir, amb grans coneixements de moda, provinent de la burgesia, amb una forta personalitat i posseïdora de nous valors com la sobrietat o l'ús dels avenços portats per la Revolució Industrial, que acabaria convertint-se en un referent per a la seva època.
El dandisme sorgeix a finals del segle xviii i principis del segle xix, tenint com a punt de partida el marc de la monarquia absoluta, a la qual tracta d'incomodar. És un corrent que s'expandeix ràpidament des d'Anglaterra a França i es desenvolupa al compàs de l'evolució de la incipient democràcia burgesa.
El dandisme té el seu origen en la inquietud cultural i estètica en els principis del corrent artístic conegut com a romanticisme, i per això, pot arribar a considerar-se que la mateixa identitat del dandi és una obra d'art.
El dandisme com corrent defensa l'artificial sobre el natural, la premeditació és el substitut de l'espontaneïtat, adoptant un esperit crític amb què es tracta de desemmascarar els artificis d'una societat (la jerarquitzada de finals del segle xviii i principis del XIX), que ha volgut convertir en natural el seu statu quo. Es pot dir que el dandisme utilitza una lògica  brechtiana. I es defineix com un corrent urbà, nascuda a les ciutats d'aquesta època, en les que s'expandeix amb gran força una nova burgesia que exigeix i espera canvis socials de gran importància en l'economia i política dels seus països. Bé podria dir-se que el dandisme és sinònim d'inconformisme. El dandisme té dos requisits: conèixer perfectament les normes d'urbanitat, i no tenir cap inconvenient a trencar-les lliurement.
Al mateix temps, el dandisme és seguit per unes figures singulars que, entre altres coses, no tenen ofici, no els dona suport cap institució, són uns marginals, en el sentit de trobar-se al marge d'una classe social que els permet viure de rendes i fama, a la qual, alhora menyspreen i critiquen obertament.
El dandisme s'associa a l'elegància, la qual en el dandi es caracteritzaria per l'ús de certes peces de vestir i la precisió en els colors i formes d'aquestes. A més el dandisme és sobri, en les formes, en els teixits, en les maneres. Tots aquests conceptes eren manifestats en la forma de vestir, per això el dandisme s'associa a la moda.
Cal destacar l'existència de l'anomenat "dandisme negre", el qual ha transcendit èpoques i fronteres. Poden trobar-dandis negres des del segle xviii fins als anys quaranta del segle xx; des de Londres a Harlem (destacant el furor del moviment durant l'era màgica de l'apogeu del jazz en plena II Guerra Mundial), passant pels Sapeurs (nombre que ve de l'associació SAPE "Le Societe des Ambianceurs et des Personnes Elegants" -Societat d'Ambientadors i de Persones Elegants- que va donar lloc a una escola: la Sapologie; en alguns llocs s'anomenaren a ells mateixos "els parisencs") de Brazzaville i de Kinshasa.
Molts autors (entre ells Félix Azúa) consideren que el corrent va ser un fracàs, ja que realment el dandi, com a persona, no va existir realment, sinó que va ser fruit de la ficció literària.